# Angela Hartley Brodie
Angela Hartley Brodie là giáo sư Dược lý và nhà nghiên cứu bệnh ung thư ở Trường Y học Đại học Maryland, Hoa Kỳ.

## Cuộc đời và Sự nghiệp
Bà đậu bằng cử nhân khoa học ở Đại học Sheffield (Vương quốc Anh), bằng tiến sĩ ở Đại học Manchester (Vương quốc Anh). Sau đó bà được học bổng sang nghiên cứu về hóa sinh của steroid ở Đại học Clark, bang Massachusetts, Hoa Kỳ.
Bà là giáo sư ở Phân khoa Dược lý và Liệu pháp thực nghiệm. Bà làm việc trong Chương trình nghiên cứu hormone phản ứng với ung thư của Trung tâm Ung thư Greenebaum Đại học Maryland.
Tiến sĩ Brodie nổi tiếng về công trình nghiên cứu tiên phong trong việc phát triển các aromatase inhibitor chất ức chế được sử dụng trong điều trị ung thư vú, ung thư buồng trứng của các phụ nữ trong thời kỳ mãn kinh.
Bà được thưởng giải Kettering năm 2005.

## Tác phẩm
- Brodie AMH, Schwarzel WC, Shaikh AA, Brodie HJ: The Effect of an Aromatase Inhibitor, 4-Hydroxy-4-Androstene-3,17-Dione, on Estrogen Dependent Processes in Reproduction and Breast Cancer. Endocrinology, 100:1684-1695, 1977.
- Coombes CR, Goss P, Dowsett M, Gazet JC, Brodie A: 4-Hydroxyandostenedione in Treatment of Postmenopausal Patients with Advanced Breast Cancer. Lancet, 2:1237-1239, 1984
- Goss PE, Coombes RL, Powles TJ, Dowsett M, Brodie AMH: Treatment of Advanced Postmenopausal Breast Cancer with Aromatase Inhibitor, 4-Hydroxyandrostenedione-Phase 2 Report. Cancer Res, 46:4823-4826, 1986.
- Njar VCO, Brodie AMH: Inhibitors of 17á-Hydroxylase/C17,20-Lyase (CYP17): Potential Agents for the Treatment of Prostate Cancer. Current Pharm Design, 5:163-180, 1999
- Nnane IP, Kato K, Liu Y, Long BJ, Lu Q, Wang X, Ling YZ, Brodie AMH: Inhibition of Androgen Synthesis in Human Testicular and Prostatic Microsomes and in Male Rats by Novel Steroidal Compounds. Endocrinology, 140:2891-2897,1999
- Long B, Grigoryev D, Nnane I, Liu Y, Ling YZ, Brodie A: Antiandrogen Effects of Novel Inhibitors of Androgen Synthesis Inhibitors on Hormone-dependent Prostate Cancer. Cancer Res, 60:6630-6640, 2000.
- Brodie A: Aromatase Inhibitors and the Application to the Treatment of Breast Cancer. In: Breast Cancer: Prognosis, Treatment and Prevention, ed. Jorge Pasqualini, Chapter 8, pp. 251–270, 2002, Marcel Dekker, NY.
- Long BJ, Jelovac D, Handratta V, Thiantanawat A, MacPherson N, Ragaz J, Brodie AM: Therapeutic Strategies Using the Aromatase Inhibitor Letrozole and Tamoxifen in a Breast Cancer Model. JNCI 96:456-465,2004.